# Wielkie Księstwo Finlandii

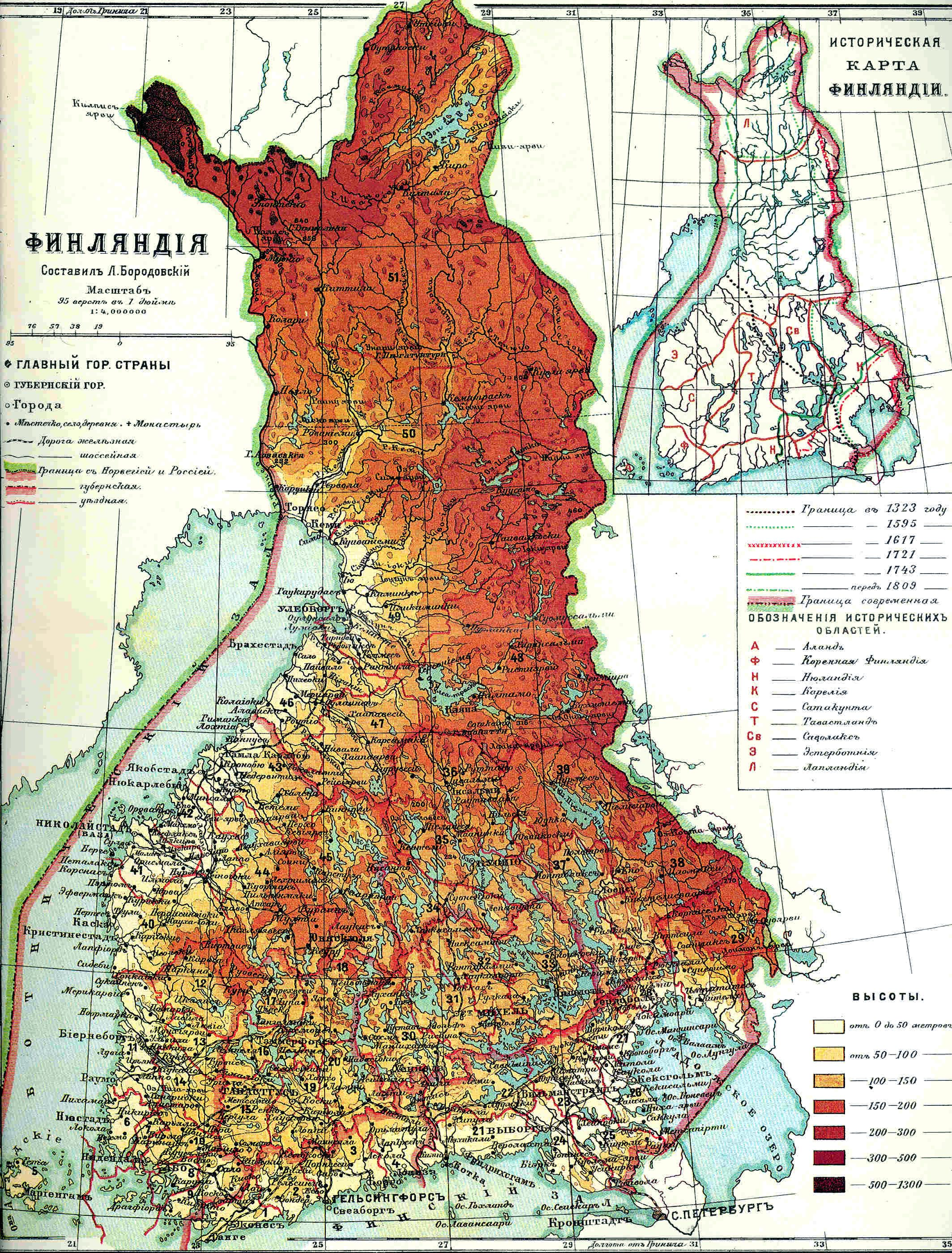
Mapa księstwa ze Słownika encyklopedycznego Brockhausa
i Efrona ze zrusyfikowanymi nazwami szwedzkimi (np. Helsinki jako Гельсингфорс)

Wielkie Księstwo Finlandii (ros. Великое княжество Финляндское, fiń. Suomen suuriruhtinaskunta, łac. Magnus Ducatus Finlandiæ, szw. Storfurstendömet Finland) – autonomiczne wielkie księstwo, połączone unią personalną z Imperium Rosyjskim i wchodzące w jego skład. Istniało w latach 1809–1917. Głową państwa był wielki książę, którym był każdorazowo cesarz rosyjski. W latach 1809–1812 stolicą było Turku, od 1812 roku Helsinki.

## Historia
Wielkie Księstwo Finlandii powstało w konsekwencji klęski Szwecji w wojnie rosyjsko-szwedzkiej (1808–1809). Po pokoju w Tylży w 1807 Imperium Rosyjskie, sprzymierzone z Cesarstwem Francuskim, pod pretekstem narzucenia Szwecji zasad antybrytyjskiej blokady kontynentalnej, rozpoczęło wojnę ze Szwecją celem aneksji należących do Szwecji Finlandii i Wysp Alandzkich. Terytoria te były okupowane przez armię rosyjską. Pokonane w wojnie z Rosją w 1809 roku Królestwo Szwecji uznało ich aneksję na mocy pokoju w Haminie. Jednocześnie zwołany przez cara Aleksandra I parlament fiński w Porvoo, uznał władzę zwierzchnią cara rosyjskiego i nadał mu tytuł wielkiego księcia Finlandii.
Na mocy postanowień parlamentu w Porvoo utworzono unię personalną z Imperium Rosyjskim i zagwarantowano Finom szeroką autonomię. Finlandia posiadała własny parlament, rząd (Senat), sądownictwo, administrację, wojsko i granicę celną z Rosją. Monarchę reprezentował generał-gubernator jako namiestnik. W Petersburgu powołano ministerstwo ds. Finlandii.
W praktyce postanowienia z Porvoo wielokrotnie łamano. Dopiero po 1863 roku doszło do zmiany polityki władz rosyjskich. W 1863 roku zwołano pierwszą sesję parlamentu fińskiego. Zezwolono na upowszechnianie języka fińskiego i wprowadzono odrębny fiński system monetarny.
Po objęciu tronu przez Aleksandra III ponownie podjęto próby ograniczenia autonomii Finlandii. Rozpoczęto proces rusyfikacji szkolnictwa i urzędów państwowych.
Po rewolucji 1905 roku zezwolono na reformę autonomii Wielkiego Księstwa Finlandii. W 1906 roku dokonano zmian ustrojowych, m.in. wprowadzono jednoizbowy, w pełni demokratyczny parlament (Eduskunta).
Wielkie Księstwo Finlandii ogłosiło niepodległość po wybuchu rewolucji październikowej w 1917 roku. 6 grudnia 1917 proklamowano suwerenne Królestwo Finlandii. Ogłoszenie niepodległości przez Finlandię doprowadziło do wojny domowej, w której stanęły przeciw sobie armie Białych i Czerwonych. W 1918 roku konflikt wewnętrzny wygrały siły, opowiadające się za suwerennością kraju. W połowie 1919 roku w miejsce monarchii utworzono Republikę Finlandii.